# ۳۱۵ (میلادی)
۳۱۵ (میلادی) سیصد  و پانزدهمین سال تقویم میلادی است.

## درگذشتگان
‎